# Narcís Nonell i Sala
Narcís Nonell i Sala (Sabadell, 1842 - 20 de març de 1915) fou el primer enginyer industrial que hi hagué a Sabadell especialitzat en màquines de vapor. Molts dels vapors construïts a la ciutat al segle xix són obra seva. És conegut per construir la primera xemeneia de la ciutat, la del vapor d'en Codina, l'any 1880. A banda d'això, és el segon autor del qual es conserven més xemeneies a la ciutat, totes de la darreria del segle xix.
Militant del Partit Republicà Federal, va ser regidor de l'Ajuntament durant la Primera República i la Restauració i va intervenir activament en la lluita contra les quintes i en la campanya per aconseguir un establiment lliure de segon ensenyament. Va ser professor dels Escolapis de Sabadell i de l'Escola Industrial.

## Obra
Va cursar els estudis a l'Escola d'Enginyers Industrials de Barcelona, entre els anys 1861 i 1869. Va perfeccionar la seva formació a París. A Sabadell va fer els projectes de les xemeneies següents:
- Vapor d'en Codina (1880)
- Vapor Buxeda Nou (1881)
- Vapor de Can Quadres, (1883)
- Vapor de Cal Borni Duch (1887)

A banda d'això, també va participar en altres projectes d'instal·lacions industrials de vapors establerts a la ciutat com ara:
- Vapor de cal Marcet (1884)
- Vapor d'en Rovira (1887)
- Vapor de cal Buxó (1891)
- Auxiliar Tèxtil Sabadellense (1895)[2]